# 滕撫
滕撫，字叔輔，北海郡劇縣人，東漢軍事人物。
滕撫文武全才，早年任職涿縣縣令，後獲任郡職，同時兼領六縣。他的政績甚佳，且愛民如子，故深得民心，史書描述為「風政修明，流愛於人，在事七年，道不拾遺」。順帝末年，揚、徐兩州盜賊群起。145年3月，滕撫率軍擊敗九江賊「黃帝」馬勉、范容、周生。5月，招募下邳人謝安設伏斬殺九江賊「無上將軍」徐鳳。11月，擊破廣陵賊張嬰，隨後又討平歷陽賊「黑帝」華孟，至此東南一帶悉數平定。然而滕撫性情方直，不攀附權貴，大大得罪了當時於朝中極得勢的宦官們，不但未能因功受封反被黜，惹來極大反響。

## 延伸阅读
[在维基数据编辑]
 《後漢書·卷38》，出自范晔《後漢書》